# Diospyros
Diospyros är ett släkte av tvåhjärtbladiga växter. Diospyros ingår i familjen Ebenaceae. Träslag från släktet Diospyros går under den gängse benämningen ebenholts.
Ett flertal släkten som tidigare ansågs vara skilda från Diospyros ses numera som synonymer till detta släkte, däribland Bisaschersonia, Drebbelia, Leucoxylum, Maba, Macreightia och Royena.

## Arter
Släktet innehåller närmare 800 arter, bland dem de kommersiellt odlade fruktträden persimon (D. virginiana) och kaki (D. kaki). För en uppdaterad lista över samtliga nu gällande arter i släktet, se länken i infoboxen.